# 日本型社会主义
日本型社会主义（日语：／）是一个政治术语，主要有两个含义：
- 日本的社会主义：由高桥正雄等人使用。与之对比的术语有苏联型社会主义等。类似术语还有日本型社会民主主义等。其特点包括否定苏联模式的无产阶级专政，主张走非暴力革命的“日本的社会主义之路”等[1][2]。

- 将日本的集体主义和平等主义等隐喻性地称为“社会主义”的用法：由竹内靖雄等人使用。类似术语包括日本株式会社等[3]。